# Arcte modesta
Arcte modesta là một loài bướm đêm trong họ Noctuidae.